# Eurico Branco Ribeiro
Eurico Branco Ribeiro (Guarapuava, 29 de março de 1902 — São Paulo, 1 de março de 1978) foi um médico e jornalista brasileiro.

## Formação
- Formou-se em medicina pela Faculdade de Medicina de São Paulo em 1927.[1][2]
- Especializou-se em Cirurgia Geral.[nota 1]

## Atividades profissionais

### Jornalista
- Articulista do periódico A Nação, de Guarapuava;[2]
- Articulista do periódico A Comarca de Guarapuava;
- Redator de O Estado de S. Paulo;
- Redator da Folha do Norte como repórter policial.

### Médico
Atuou como cirurgião em:
- Beneficência Portuguesa de São Paulo;
- Hospital da Pedreira;
- Sanatório Santa Catarina;
- Casa de Saúde Liberdade;

Foi diretor do Sanatório São Lucas, em São Paulo.
Diretor e redator dos Anais Paulistas de Medicina e Cirurgia.

## Participação em entidades
- Colégio Internacional de Cirurgiões;
- Colégio Americano de Cirurgiões;
- Associação Argentina de Cirurgia;
- Sociedade de Gastroenterologia do Uruguai;
- Colégio Brasileiro de Cirurgiões;
- Sociedade dos Médicos da Beneficência Portuguesa;
- Sociedade Paulista de História da Medicina;
- Sociedade de Gastroenterologia e Nutrição de São Paulo;
- Academia Brasileira de Medicina Militar;
- Rotary Club São Paulo;
- Associação dos Cavalheiros de São Paulo;
- Academia Paulista de Letras;[3]
- Casa dos Velhinhos de Ondina Lobo (presidente por 27 anos consecutivos).[1]

## Livros publicados
- História de Guarapuava;
- Esboço da história no oeste paranaense;
- A sombra dos pinheirais;
- Higiene da imprensa;
- Gralha azul;
- O coração do Paraná;
- Viagem às Sete Quedas;
- Rotary para mim é…;
- Um lema para Rotary;
- O primeiro bandeirante;
- Rotary, o legado de Paul Harris;
- Breviário dos vinte anos;
- Assim é o Rotary;
- A evolução do objetivo do Rotary;
- O Rotary em evolução;
- O casamento ideal;
- O Rotary aos 50 anos;
- Museus municipais;
- 25 anos de Rotary;
- Pelas avenidas do Rotary;
- Um museu adequado para São Paulo;
- O Rotary sexagenário;
- Atividades internacionais do Rotary;
- O primeiro casamento;
- A água da esperança;
- O livro que Lucas não escreveu;[3]
- Médico, pintor e santo - em 4 volumes:[3]

1. Antes e depois do dia fatal;
2. Argumentos para uma tese;
3. De autor a personagem;
4. Simbologia e evocação;

- Lucas, o médico escravo;[3]
- Fui um dos setenta.[3]

## Promoções
- Foi o fundador da Sociedade Brasileira de Escritores Médicos, nos moldes da União Mundial dos Escritores Médicos, em 1965.[1]
- Foi o idealizador do Dia do médico em 18 de outubro.[4]
- Fundador do Partido da Mocidade, depois denominado Partido Democrático.
- Promoveu a criação do Museu Visconde de Guarapuava.
- Promoveu a criação da Biblioteca Ruiz de Montoya, em Guarapuava.

## Títulos e comendas
- Ordem do Mérito Médico do Governo Brasileiro;
- Cidadão Honorário de Curitiba;
- Prefeito Honorário de San Antonio (Texas);[1]

## Homenagem
- Patrono da cadeira 26 da Academia Brasileira de Médicos Escritores.
- Patrono da Academia de Letras, Ciências e Artes de Londrina.
- Patrono da Sociedade Brasileira de Médicos Escritores, que fundou, desde 1994.